# Бочаровский
Бочаровский — хутор в Новоаннинском районе Волгоградской области России, административный центр Бочаровского сельского поселения. Хутор расположен при балке Чёрной в 19 км к югу от города Новоаннинский
Население — 583 (2010) человека.

## История
Дата основания не установлена. Хутор относился к юрту станицы Аннинской Хопёрского округа Земли Войска Донского. В 1859 году на хуторе проживали 130 мужчин и 165 женщин. Население хутора постепенно увеличивалось. Согласно переписи населения 1897 года на хуторе проживали уже 299 мужчины и 333 женщины, из них грамотных: мужчин — 105, женщин — 4.
Согласно алфавитному списку населённых мест Области Войска Донского 1915 года земельный надел хутора составлял 3326 десятин, проживало 419 мужчин и 447 женщины, имелись хуторское правление, церковь Иоанна Богослова и церковно-приходская школа.
С 1928 года хутор в составе Новоаннинского района Хопёрского округа (упразднён в 1930 году) Нижне-Волжского края (с 1934 года — Сталинградского края,, с 1936 года — Сталинградской области)

## Общая физико-географическая характеристика
Хутор находится в степной местности, в пределах Хопёрско-Бузулукской равнины, являющейся южным окончанием Окско-Донской низменности, при балке Чёрной (левый приток реки Бузулук). Центр хутора расположен на высоте около 105 метров над уровнем моря. Почвы — чернозёмы южные.
Автомобильной дорогой хутор связан с районным центром городом Новоаннинский (19 км). По автомобильным дорогам расстояние до областного центра города Волгоград составляет 250 км.
Климат
Климат умеренный континентальный (согласно классификации климатов Кёппена — Dfb). Многолетняя норма осадков — 452 мм. В течение города количество выпадающих атмосферных осадков распределяется относительно равномерно: наибольшее количество осадков выпадает в июне — 51 мм, наименьшее в феврале и марте — по 25 мм. Среднегодовая температура положительная и составляет + 6,9 °С, средняя температура самого холодного месяца января −9,0 °С, самого жаркого месяца июля +21,8 °С.
Часовой пояс
Бочаровский, как и вся Волгоградская область, находится в часовой зоне МСК (московское время). Смещение применяемого времени относительно UTC составляет +3:00.

## Население
Динамика численности населения по годам:
| 1859 | 1873 | 1897 | 1915 | 1987 |
| ---- | ---- | ---- | ---- | ---- |
| 195  | 477  | 632  | 866  | ≈600 |

| 2010 |
| ---- |
| 583  |